# Чемпионат мира по настольному теннису 2005
Чемпионат мира по настольному теннису 2005 года прошёл с 29 апреля по 6 мая 2005 года в китайском городе Шанхай. Это был 48-й чемпионат мира.
В ходе соревнований было разыграно 5 комплектов медалей: в мужском и женском одиночном и парном разрядах и в миксте. Шанхай впервые принял у себя мировое первенство.
В третий раз за последние 4 чемпионата все золотые медали выиграли спортсмены Китая.

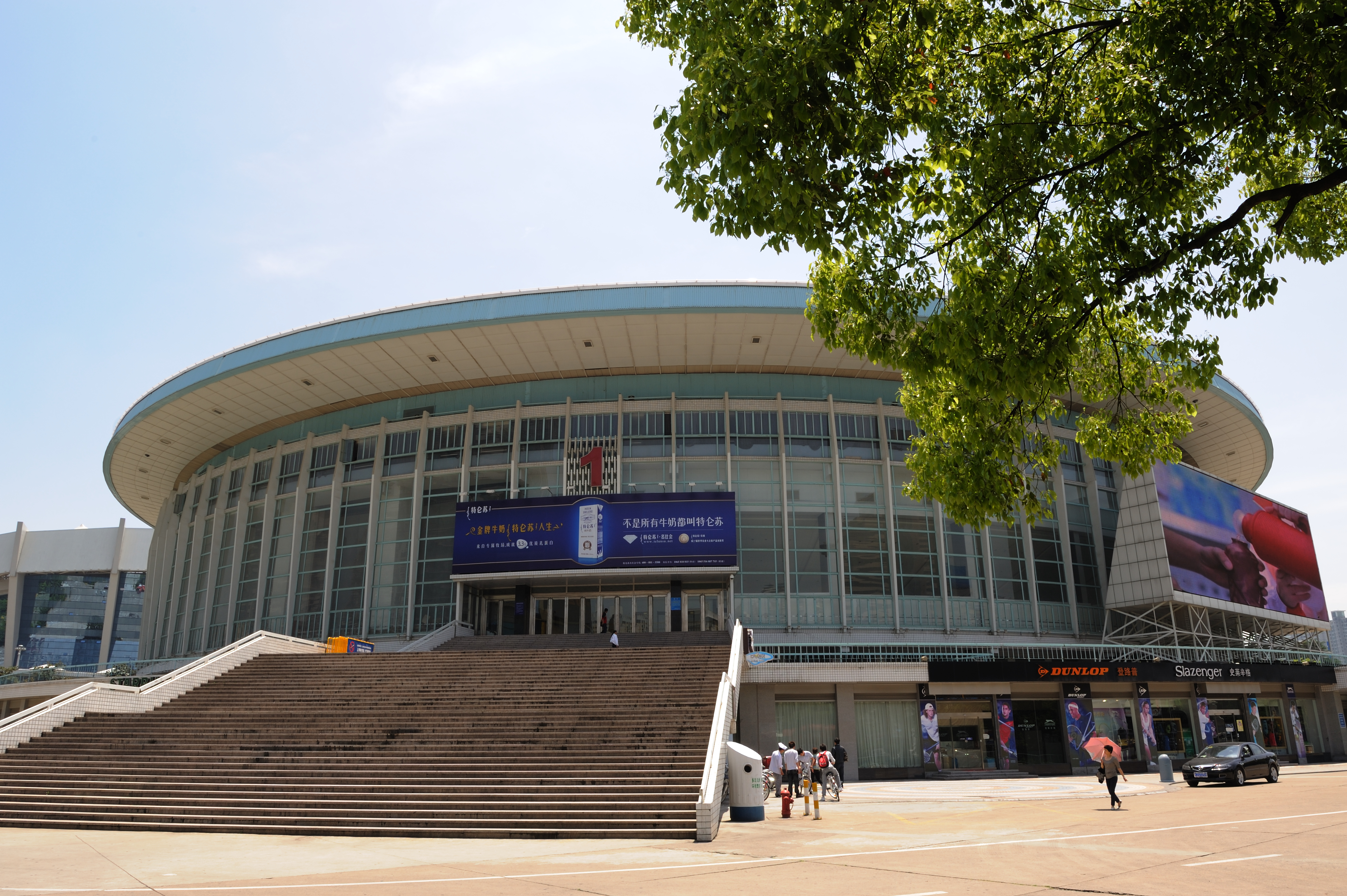
Шанхайский крытый стадион

## Медали

### Общий зачёт
(Жирным выделено самое большое количество медалей в своей категории; принимающая страна также выделена)

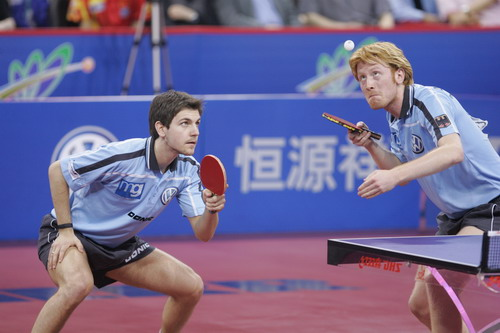
Тимо Болль (слева) и Кристиан Зюс на чемпионате мира 2005 года

| Общее количество медалей |                  |        |         |        |       |
| Место                    | Страна           | Золото | Серебро | Бронза | Всего |
| 1                        | Китай            | 5      | 4       | 6      | 15    |
| 2                        | Германия         | 0      | 1       | 0      | 1     |
| 3                        | Гонконг          | 0      | 0       | 2      | 2     |
| 4                        | Дания            | 0      | 0       | 1      | 1     |
| 4                        | Республика Корея | 0      | 0       | 1      | 1     |
| Всего                    | Всего            | 5      | 5       | 10     | 20    |

### Медалисты
| Разряд                   | Золото              | Серебро                  | Бронза              |
| ------------------------ | ------------------- | ------------------------ | ------------------- |
| Мужской одиночный разряд | Ван Лицинь          | Ма Линь                  | О Сан Ын            |
| Мужской одиночный разряд | Ван Лицинь          | Ма Линь                  | Микаэль Мэйс        |
| Мужской парный разряд    | Кун Линхуэй Ван Хао | Тимо Болль Кристиан Зюсс | Чэнь Ци Ма Линь     |
| Мужской парный разряд    | Кун Линхуэй Ван Хао | Тимо Болль Кристиан Зюсс | Ван Лицинь Янь Сэнь |
| Женский одиночный разряд | Чжан Инин           | Го Янь                   | Го Юэ               |
| Женский одиночный разряд | Чжан Инин           | Го Янь                   | Линь Лин            |
| Женский парный разряд    | Ван Нань Чжан Инин  | Го Юэ Ню Цзяньфэн        | Бай Ян Го Янь       |
| Женский парный разряд    | Ван Нань Чжан Инин  | Го Юэ Ню Цзяньфэн        | Де Я На Чжан Жуй    |
| Микст                    | Ван Лицинь Го Юэ    | Лю Гочжэн Бай Ян         | Янь Сэнь Го Янь     |
| Микст                    | Ван Лицинь Го Юэ    | Лю Гочжэн Бай Ян         | Цю Икэ Цао Чжэнь    |